# NGC 1064
NGC 1064是位于黄道以南鲸鱼座的一个棒旋星系，它在哈伯序列中屬於SBc。据估计它距离银河系4.13亿光年，直径约为135,000 Lj。它的周邊有NGC 1033、NGC 1048、NGC 1071、NGC 1078等星系。該天体由法蘭斯·萊文沃思于1886年发现。